# Sandra Savino
Sandra Savino (Trieste, 7 febbraio 1960) è una politica italiana, dal 2 novembre 2022 sottosegretaria di Stato al Ministero dell'economia e delle finanze nel governo Meloni.

## Biografia
Imprenditrice del settore dei servizi, dal 2006 al 2008 è stata assessore al bilancio e patrimonio nella giunta comunale di Trieste guidata da Roberto Dipiazza, mentre dal 2008 al 2013 è stata assessore alle risorse economiche e finanziarie, patrimonio e servizi generali, con deleghe all'ambiente, energia e politiche per la montagna, nella giunta regionale del Friuli-Venezia Giulia presieduta da Renzo Tondo.
Nel 2009 aderisce al Popolo della Libertà (PdL), con cui alle elezioni politiche del 2013 viene candidata alla Camera dei deputati, tra le sue liste nella circoscrizione Friuli-Venezia Giulia, risultando eletta deputata. Nella XVII legislatura della Repubblica è stata membro e capogruppo nella 6ª Commissione Finanze (2013-2018), oltre a far parte della Commissione parlamentare d'inchiesta sul sistema bancario e finanziario (2017-2018).
Il 16 novembre 2013, con la sospensione delle attività del PdL, aderisce alla rinascita di Forza Italia, venendo nominata coordinatrice regionale in Friuli-Venezia Giulia.
Alle politiche del 2018 viene ricandidata alla Camera sia nel collegio uninominale Friuli-Venezia Giulia - 04 (Codroipo), sostenuto dalla coalizione di centro-destra, che come capolista di Forza Italia nel collegio plurinominale Friuli-Venezia Giulia - 01, venendo rieletta nell'uninominale con il 47,89% dei voti e superando con più del doppio i candidati del Movimento 5 Stelle Aulo Cimenti (22,69%) e del centro-sinistra, in quota Partito Democratico, Silvana Cremaschi (20,3%). Nel corso della XVIII legislatura ha fatto parte della 13ª Commissione Agricoltura (2018-2022), della Commissione parlamentare per le questioni regionali (2019-2020) e della Commissione parlamentare antimafia (2020-2022).
Alle elezioni europee del 2019 viene candidata al Parlamento europeo, tra le liste di Forza Italia nella circoscrizione Italia nord-orientale, raccogliendo 8.369 preferenze e piazzandosi in terza posizione dietro a Silvio Berlusconi e Irene Pivetti ma risultando non eletta.
Il 5 novembre 2021 viene nominata assessore all'urbanistica e alle politiche del territorio e dei Servizi Generali nella giunta comunale di Trieste guidata sempre da Dipiazza, suscitando alcune perplessità a causa della sovrapposizione tra gli incarichi di assessore e parlamentare.
Alle elezioni politiche anticipate del 2022 viene ricandidata alla Camera, come capolista di Forza Italia nel collegio plurinominale Friuli-Venezia Giulia - 01, ma risulta non eletta e rimanendo esclusa dal Parlamento per la XIX legislatura.
Con la vittoria della coalizione di centro-destra alle politiche del 2022 e la seguente nascita del governo presieduto da Giorgia Meloni, il 31 ottobre 2022 viene indicata dal Consiglio dei Ministri come sottosegretaria di Stato al Ministero dell'economia e delle finanze nel governo Meloni, entrando in carica dal 2 novembre e affiancando il ministro leghista Giancarlo Giorgetti.
Alle elezioni europee del 2024 viene candidata al Parlamento europeo, tra le liste di Forza Italia - Noi Moderati nella circoscrizione Italia nord-orientale in seconda posizione, raccogliendo 11.019 preferenze e piazzandosi in terza posizione ma risultando non eletta.